# Бабички партизански одред
Бабички народноослободилачки партизански одред био је други по реду одред формиран у лесковачком крају 1941. године за борбу против фашистичког окупатора и његових сарадника током Другог светског рата. Дејствовао је до фебруара 1943. године, када улази у састав Другог јужноморавског НОП одреда. Језгро одреда у моменту оснивања чинили су борци Кукавичког (Лесковачког) НОП одреда, борци из власотиначког, пусторечког и јабланичког краја, око 35 партизана од којих су прво формиране три десетине.
Активни састав Бабичког одреда непрестано се мењао и до његовог уласка у састав Другог јужноморавског НОП одред фебруара 1943. године око њега је било окоупљено 382 борца, помоћне десетине су имале 194 борца, а на том терену је било је 69 чланова народноослободилачких одбора и осам активних сарадника, што је укупно чинило 653 учесника.
Други светски рат преживело је 48,24% састава или 315 бораца и сарадника одреда, а живот изгубило 51,76% састава или 338 бораца и сарадника одреда.

## Значај
Значај стварања одреда огледа се кроз неколико области:
- снажно јачање утицаја Комунистичке партије Југославије, која је већ почетком јула 1941. године позвала народ на устанак против фашистичког окупатора и његових сарадника,
- испољавање јаких патриотских тежњи југословенског народа,
- неговање ослободилачке традиције народа Јужне Србије,
- револта након капитулације Југословенске војске и бежање краља, владе и војног руководства из земље.[2]

## Историја

### Прилике у Југославији које су претходиле оснивању одреда
После капитулације Краљевина Југославија је подељена између Немачке, Италије, Мађарске и Бугарске, док су поједини делови (Косово и Метохија осим севера ове области, Вучитрна и Подујева, западне Македонија и истока Црне Горе) припојени Великој Албанији (која се налазила под контролом Италије). Поред окупаторских, створене су и бројне колаборационистичке јединице у Србији као што су Четници Косте Миловановића Пећанца, жандармерија (од 3. марта 1942. године Српска државна стража) и Српска добровољачка команда (од 1. јануара 1943. године реорганизована у Српски добровољачки корпус) у Србији.
Брутални окупациони систем (а још више бруталност и геноцидност према Србима, Ромима и Јеврејима) условио је да се, непуних месец дана по капитулацији Југославије, почну јављати отпори успостављеном стању.

### Оснивање одреда и његова реорганизација
Лесковачки крај је већ на почетку Другог светског рата, кроз реакцију на окупациони систем, потврдио своје патриотско наслеђе из ранијих ослободилачких ратова, и врло брзо се огласио на позив Комунистичке партије Југославије да пружи отпор окупатору и његовим сарадницима формирањем Кукавичког (Лесковачког) НОП одреда 10. августа 1941. године и десет дана касније Бабичког НОП одреда 20. септембра 1941. године, након што је тога дана на иницијативу ОК КПЈ за лесковачки округ једна десетина Лесковачког НОП упућена на Бабичку гору са циљем да прерасте у Бабички народноослободилачки партизански одред.
Када су 12. октобра 1941. године око 300 немачких војника, четника и старијих мушкараца напали Бабичку Гору, припадници Бабичког народноослободилачког партизански одред су се повукали у Бабичко село.
Након поновног окупљања на Бабичкој Гори, 15. октобра 1941. године до краја постојања одреда извршене су три реорганизације партизанских снага на овом терену.
Прва реорганизација
Од групе бораца који су крајем септембра дошли са планине Кукавице и нових бораца, који су у међувремену дошли из Власотинца и Пусте реке, реорганизован је Бабички партизански одред. Одред је тада имао око 35 партизана од којих су формиране три десетине:
- власотиначка десетина од бораца из власотиначког краја, којом је командовао Милорад Диманић,
- десетина из пусторечког краја и
- десетина из врањског краја.

Друга реорганизација
Одлуком Окружног комитета КПЈ за Лесковац, 15. децембра је реорганизован Бабички партизански одред. Од три постојеће десетине формиране су три чете:
- Прва (моравска) чета са седиштем у манастиру Света Богородица, која је имала рејон дејства у долини Јужне Мораве и према Лесковцу.
- Друга (власотиначка) чета са седиштем најпре у селу Јасеново, а затим у Комарици и Липовици и имала је рејон дејства у троуглу: Грделица, Власотинце, ушће реке Власине у Јужну Мораву.
- Трећа (заплањска) чета са седиштем у селу Велики Крчимир. Њен рејон дејства био је према Бабушници и Нишу.

Улазак одреда у састав Другог јужноморавског НОП одреда
Фебруара 1943. године, у циљу укрупњавања јединица, и њиховог дејства на ширем простору Србије донета је одлука да Бабички народноослободилачки партизански одред уђе у састав Другог јужноморавског народноослободилачки партизански одреда формираног је 4. фебруара 1943. године, са свега 100 бораца.

## Активности одреда у 1941.
Активности одреда у 1941. години заснивале су се на оружаним нападима на непријатеља и његову имовину и политичке активности у зони одговорности:
Оружани напади на непријатеља и његову имовину
Након реорганизације Одреда следиле су следеће акције:
- 16. октобра 1941. — између железничких станица Лесковац и Печењевци уклоњен је део железничких шина, што је довело до превртања једне локомотиве.
- 17. октобра 1941. — паљење општинске архиве у Косанчићу и зплењено 5 вагона жита и 6 камиона. Део заплењеног жита подељен је мештанима Косанчића, а други део је камиона пребачен у села Пусте рекее за потребе НОП-а.
- 20. октобра 1941. — разоружање 15 четника у селу Дрчевац (код Лесковца).
- 5. новембра 1941. — у борбама са бугарским снагама код села Тулова, у близини Власотинаца погинуо је политички комесар Бабичког партизанског одреда Владимир Ђорђевић, народи херој.
- 16. децембра 1941. — Друге (власотиначке) чете у којој је запаљена општинска архиве у селима Конопница и Шишава. Након ове акције у овим селима одржани су народни зборови.
- 21. децембра 1941. — разоружана су 16 финанса у селу Бољаре и одузела им оружје и униформу.

Политичке активности
Од политичких активности најзначајније су биле:
- Од 18. до 20. децембра 1941. — одржано је наколико народних зборова у селима Орашје, Градиште, Дадинце и Јастребац, на којима је говорио политички комесар чете Синиша Јанић.
- До краја 1941 године одржани су и зборови у селима Липовици, Рајном Пољу, Орашју, Слатини, Бељаници и Манојловцу, са великом посетом грађана.

У оквиру зборова биле су одржаване и приредбе.

## Активности одреда у 1942.
Од свог оснивања одред је био стално изложен нападима и прогонима окупатора и колаборациониста у виду офанзива, потера и блокада села, како би им се онемогућило несметано и континуирано достављање хране. Општи напад на одреде на југу и истоку Србије почео је 15. фебруара 1942. године. На слободну територију Заплања, Лужнице, Власине и Бабичке горе (на Бабички НОП одред) напад је извршила Српска добровољачка команда, Српска државна стража, бугарске трупе, а прикључили су им се четници Косте Пећанца и легализовани одреди Михаиловићевих четника. Ова непријатељске офанзива била је веома тешка, посебно за састав Бабичког НОП одреда и за месне партизанске јединице.
Офанзива је започела 21. фебруара 1942. године, а убрзо је цела слободна територија Заплања била покривена и испресецана непријатељским јединицама. У тако тешкој ситуацији, штабови одреда донели су одлуку да се месни Партизани врате у своје домове и притаје. Међутим многи су пали у руке непријатеља, пре него су се вратили у скровишта. Део Бабичког НОП одреда пробио се до Црне Траве, уз велике губитке у борбама код Вртопа и Ракоша. Убијено је 32 бораца, а око 50 је заробљено. Већина заробљених (509) одведена је у концентрациони логор Црвени крст у Нишу, а затим интернирани у Норвешку. Код Ракоша је 13. марта 1942. године погинуо и Обрад Лучић Милутин, командант Бабичког НОП одреда.
Почетком марта 1942. исте снаге напале су и Лесковачки, Јабланички и Топлички НОП одред, а касније, у току марта 1942, Српска добровољачка команда проширила је напад и кренула на Сврљишки и Књажевачко-бољевачки НОП одред. О тим нападима и његовим последицама говори се у овом извештају Немачког командант на југоистоку упућеном Врховној команди 10. марта 1942. (који је можда био једним делом пренаглашен)
...да је током чишћења Бабичког гора зaробљено од 2. до 10. марта 1942. године 223 и 136 партизана. Код Ћелија је уништена и заробљена читава једна десетина Бабичког НОП одреда.
 И чланак објављен у листу „Ново време” 18. априла 1942. у коме је објављен и снимак 11 заробљених партизана.
И поред озбиљне ситуације у којој су се нашли, НОП одреди јужне и источне Србије, укључујући и Бабички народноослободилачки партизански одред, ове јединице су се одржали упркос поменутим нападима и нанетим губицима.
Једна од значајних борби коју је водио Бабички партизански одред у 1942. години против Бугара, четника Косте Пећанца и љотићеваца одиграла се код Биљанице, 4. фебруара 1942. године, када је срушен мост на Јужној Морави. У овом сукобу било је доста погинулих бораца одреда и помоћних десетина, док је један број био заробљен, и после саслушавања и малтретирања у Лесковцу стрељан наредног дана у Манојловцу.
Упоредо са бугарском офанзивом која је у Јужној Србији почела средином 1942. почела је једна друга офанзива још већих размера. Она је поверена Милану Аћимовићу, министру унутрашњих послова у квислиншкој влади Милана Недића, па је због тога названа Аћимовићева потера или Аћимовићева офанзива. У њој нису непосредно учествовале окупационе трупе (немачке и бугарске) већ је у потпуности поверена колаборационистичким јединицама. То је била једна од најорганизованијих и највећих офанзива на партизанске снаге у Шумадији, источној и јужној Србији у којој је учествовало око 10.000 војника колаборационистичких снага (четника Косте Пећанца, СДС и СДК). Тим снагама прикључили су се и легализовани Михаиловићеви четници који су се борили у саставу Недићевих јединица. У трећој етапи ове офанзиве која је почела 10. августа 1942, а на удару су се нашли Расински, Топлички и Јабланички, а затим Лесковачки и Бабички НОП одред. Око 20. септембра 1942. завршена је Аћимовићева офанзива. Њени резултати били су двојаки: страдало је доста бораца Бабичког одреда, али се одред ипак одржао.
Чим је завршена Аћимовићева офанзива, у јужној и источној Србији Бабички одред са осталим јединицама поново је појачао активности, и стално угрожавао пругу Ниш — Скопље. Да би отклонили опасност по железничку пругу, Немци су се одлучили за офанзиву, названу „Рудолф” у којој су, поред немачких, учествовале бугарске и колаборационистичке јединице. Ова офанзива изведена је у првој половини новембра 1942. и била усмерена на Лесковачке НОП одред, чија се главна база налазила на планини Кукавици изнад Лесковца. Офанзива ипак није довела до пропасти Лесковачког НОП одреда који је вештим маневрисањем избегавао уништење и веће губитке.
После сваке од поменутих офанзива, код бораца Бабичког одреда и становништва долазило је до опадања морала, као и до појаве малодушности и неверице у коначну победу, што је резултовало осипањем јединица одреда. Међутим, те кризне ситуације биле су постепено, сталним политичким активностима на терену превазилажене.

## Страдања припадника одреда
Из активног састава Одреда од 1941. до 1943. године (када је одред ушао у састав Другог јужноморавског НОП одреда) настрадало је 51,83% бораца, и то:
- 60,30% — из помоћних десетина,
- 26,08% — чланова НОО,
- 62,5% — сарадника 62,5%.

Односно од укупног припадника одреда настрадало је 51,76%, а преживело 48,24%.
Сумарни преглед припадника одреда од 1941—1943.
|                                                | Активни састав | Помоћне десетине | Чланови НОО | Сарадници/политички радници | Укупно  |
| ---------------------------------------------- | -------------- | ---------------- | ----------- | --------------------------- | ------- |
| Погинули у борби                               | 54             | 9                |             |                             | 63      |
| Заробљено и стрељано у Немачкој и Норвешкој    | 56             | 37               | 5           |                             | 98      |
| Заробљено или хапшено и стрељано у Југославији | 52             | 32               | 10          | 5                           | 99      |
| Умрло од последица рата, гладовања и батина    | 36             | 39               | 3           |                             | 78      |
| Преживело рат                                  | 184            | 77               | 51          | 3                           | 315     |
| УКУПНО НАСТРАДAЛО/ПРЕЖИВЕЛО У НОР-у            | 382/184        | 194/77           | 69/51       | 8/3                         | 653/315 |

### Стрељани по одлуци штаба одреда
Године 1942.
- Тодоровић Раде Љубиша, рођен 1922. године у Љуберађи, стрељан у Равној Дубрави.
- Тодоровић Ђурић Никола Павка, рођен 1920. године у Доњем Присјану, металски радник, стрељан у Кацабаћу.

Године 1943.
- Ранђеловић Велимир, рођен 1921. године, у Орашцу, стрељан у Кацабаћу.[1]

### Извршили самоубиство да не буду заробљени или после заробљавања
Године 1942.
- Максимовић Душан Мирко, рођен 1918. године у Новој Тополи, резервни потпоручник, убио се у Вујанову на подручју Бугара,
- Пешић Сава Радивоје, рођен 1916. године у Пискупову, поштански службеник, убио се у Градашници на подручју четника.

Године 1943
- Богдановић Бранислав, рођен 1924. године у Лесковцу, ученик Гимназије, убио се на подручју бугарског окупатора,
- Ђорђевић Сава Славко, рођен 1920. године у Братмиловцу, пекарски радник, убио се у Бобишту на подручју немачког окупатора.[1]

## Народни хероји
Неки од бораца Бабичког партизанског одреда који су проглашени за народне хероје:
- Милорад Диманић
- Живојин Николић Брка
- Мирко Сотировић Сотир